# Hitomi Saitō
Hitomi Saitō (斎藤 仁美?, Saitō Hitomi; 9 luglio 1990) è una pattinatrice di short track giapponese.

## Biografia
I suoi fratelli Kei Saitō e Yu Saitō sono pattinatori su short track di livello internazionale. Anche Kei Saitō si è qualificato ai Giochi olimpici di Pyeongchang 2018.
Ha studiato biologia umana all'Università di Kanagawa.
Ha rappresentato il Giappone ai Giochi olimpici invernali di Pyeongchang 2018.